# Тимошки (Минский район)
Тимошки — деревня, находится в Минском районе в 15 км от МКАД в юго-западном направлении от г.Минска. Административно относится к Минскому району, Самохваловичскому сельскому совету. Проезд через агрогородки Атолино или Самохваловичи.
Благодаря расположению на расстоянии 2,5 КМ от основной магистрали, связывающей со столицей — автодороги Минск-Слуцк-Микашевичи данная местность является одним из наиболее экологически чистых мест Минского района. Здесь нет лишних людей и транспортных потоков, предприятий и тп. Значит нет шума, мусора, дыма. Есть тишина и покой, чистый воздух. В Тимошках и прилегающих деревнях проживает около 1000 человек.
Деревня в 2016 г. газифицирована. Сельсовет недорого продает участки через аукционы.
До ближайших крупных поселков — Атолино и Самохваловичи 2,5 км, до МКАД — 15,0 км, до МКАД-2 - 0,7 км.
С 01.01.2017 г. в 700 метрах от деревни начала функционировать Минская МКАД-2 - кольцевая автомагистраль. Это дало новый импульс экономическому развитию деревни Тимошки Минского района, создало новые возможности для бизнеса и для комфортного проживания.